# Eddie Rocket's
Eddie Rocket's — це ірландська мережа ресторанів, з головним офісом у Дубліні. Вона пропонує їжу в американському стилі в закладах стилізованих під закусочні 1950-х років (подібно до закусочних Johnny Rockets у США). Мережею володіє компанія Rocket Restaurants Limited.

## Компанія
Rocket Restaurants Limited відкрила свій перший ресторан у Дубліні у 1989 році і на певний момент була присутня у 42 локаціях у Ірландії (як у Республіці Ірландія, так і в Північній Ірландії), Англії, Уельсі та Іспанії. Компанія все ще має значну кількість франчайзингових підприємств. Іспанські, англійські та валлійські заклади закрилися. Вони також мають кілька ресторанів під брендом Rocket's by Eddie Rocket's — це менші заклади швидкого харчування, де замовлення здійснюється на самообслуговуванні, а не за столом, як це зазвичай буває в закладах Eddie Rocket's, і з більш сучасним декором, схожим на мережі, такі як Five Guys та Shake Shack.

## Франшиза
Ресторани Eddie Rocket's здебільшого є франчайзинговими, причому 32 з 40 ресторанів утримуються франчайзі. Компанія є членом Ірландської асоціації франчайзингу.

## Локації

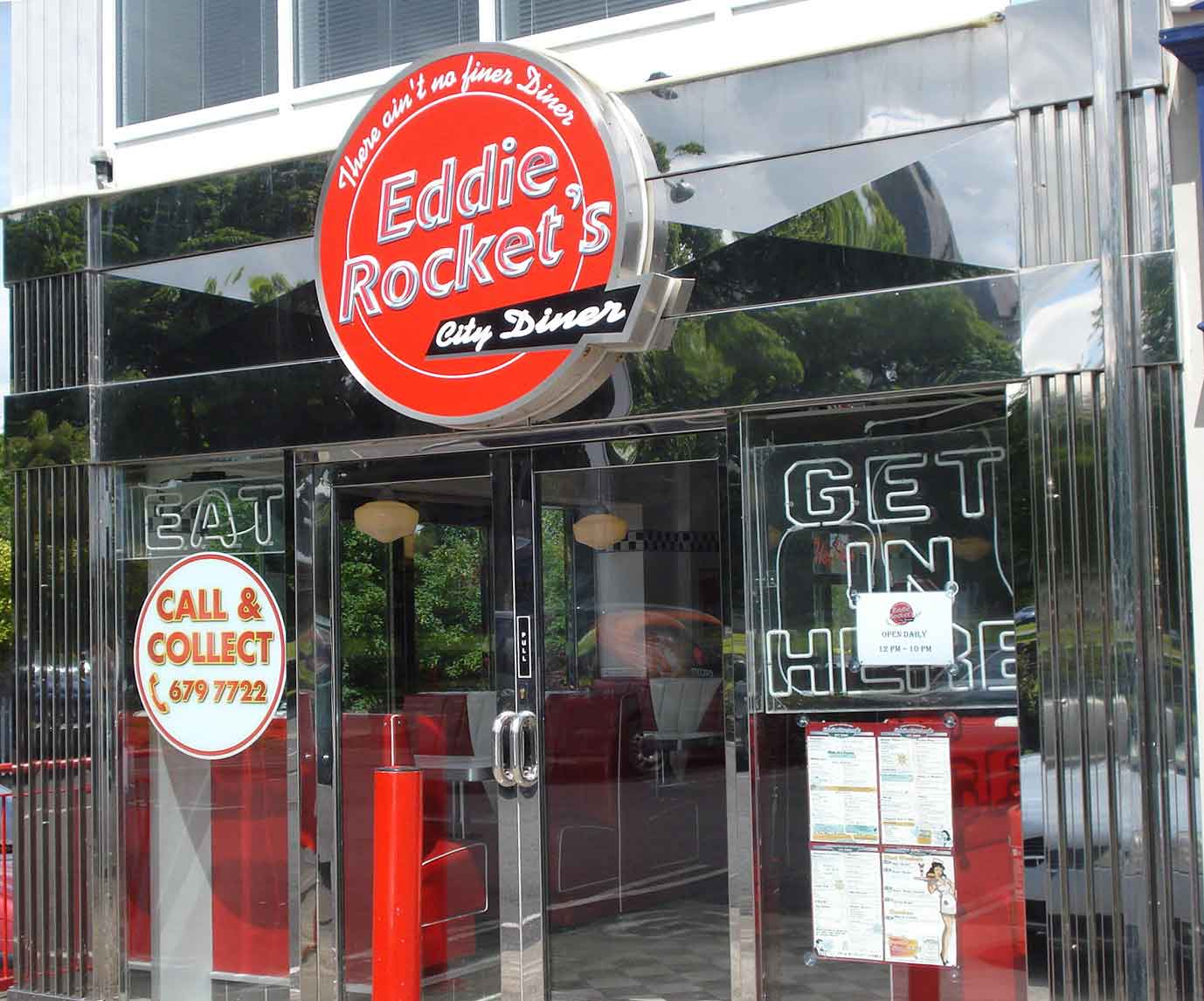
Ресторан Eddie Rocket's у Енніс, Графство Клер

Зараз в Ірландії працюють 38 ресторанів, включаючи:
- Арклоу
- Атлон[6]
- Брей
- Карлоу
- Дублін
- Дрогеда
- Кілларні
- Маллінгар[7]
- Нейс
- Наван
- Ньюбридж
- Ньюрі
- Порт-Ліїше
- Талламор

## Shake Dog / Rockin' Joe's
У 2013 році кілька ресторанів Eddie Rocket's у Корку, Голвеї, Лімерику, Вотерфорді, Вексфорді та Клонмелі були ребрендовані як Rockin' Joe's після суперечки між Eddie Rocket's та його найбільшим франчайзі, лімерикським бізнесменом Браяном Данном. Пізніше Rockin' Joe's було ребрендовано як Shake Dog.

## Зовнішні посилання
- Eddie Rocket's